# Конституция Нигера
Конституция Нигера — основной закон страны, определявший государственное устройство Нигера. Конституция принята 31 октября 2010 года на конституциональном референдуме 90,19 % голосов при 52,02%-й явке. 25 ноября 2010 года Председатель Высшего совета по восстановлению демократии Салу Джибо и другие члены правительства подписали указ о принятии конституции. Конституцией 2010 года провозглашена седьмая республика Нигера. Де-факто утратила силу после захвата страны военной хунтой 26 июля 2023 года.